# Sidney Myer Ehrman
Sidney Myer Ehrman (auch Sidney M. Ehrman,* 23. August 1873 in San Francisco, Kalifornien; † 26. April 1975 ebenda) war ein US-amerikanischer Anwalt.

## Leben

### Familie und Ausbildung
Sidney Myer Ehrman, Angehöriger der jüdischen Glaubensgemeinschaft, zweitjüngstes von vier Kindern des Myer Ehrman (1842–1925) und der Fredericka Rider Ehrman (1849–1940), wandte sich nach dem Pflichtschulabschluss dem Studium der Rechtswissenschaften an der University of California at Berkeley zu. Nach einem einjährigen Studienaufenthalt an der Ludwig-Maximilians-Universität München erwarb er 1896 den akademischen Grad eines Bachelor of Laws. Er setzte sein Studium am University of California, Hastings College of the Law fort, 1898 erhielt er zum zweiten Mal den Grad eines Bachelor of Laws.
Sidney Myer Ehrman, überzeugter Anhänger der Republikaner, heiratete am 30. Juni 1904 Florence Hellman (1882–1964). Dieser Ehe entstammten die Kinder Sidney Heller Ehrman (1905–1930) und  Esther Hellman Ehrman Lazard (1906–1969). Der passionierte Angler verstarb im April 1975 im hohen Alter von 101 Jahren. Seine letzte Ruhestätte fand er auf dem Home of Peace Cemetery in Colma.

### Beruflicher Werdegang
Ehrman praktizierte nach seinem Studienabschluss als Anwalt in der Kanzlei von W. S. Goodfellow und Garrett W. McEnerney in San Francisco. 1905 wechselte er als Partner zur Anwaltsfirma Heller, Powers & Ehrman, die 1921 ihren jetzigen Firmennamen Heller, Ehrman, White & McAuliffe annahm. Sidney Myer Ehrman profilierte sich als Anwalt insbesondere auf den Gebieten des Arbeits- und Steuerrechts.
Ehrman amtierte darüber hinaus als Direktor der San Francisco Opera Company, der San Francisco Musical Association  und des San Francisco Jewish Community Centers sowie als Trustee des University of California, Hastings Colleges of the Law, der San Francisco Law Library, des San Francisco War Memorial and Performing Arts Centers und der California Historical Society. Er war gewähltes Mitglied des California State Chambers of Commerce, des San Francisco Stock Exchange, des Lunch Clubs und des St. Francis Yacht Clubs.
1930 wurde Sidney Myer Ehrman zum Vorstandsmitglied (Regent) der University of California at Berkeley gewählt, 1952 trat er von dieser Funktion zurück. 1953 wurden anlässlich seines 80. Geburtstages in Anerkennung seiner Verdienste um diese Universität die Sidney M. Ehrman Scholarships ins Leben gerufen.